# Szakai Daiszuke
Szakai Daiszuke (坂井 大将) (Nagaszaki, 1997. január 18. –) japán válogatott labdarúgó.

## Klub
A labdarúgást az Oita Trinita csapatában kezdte. Később játszott még a Tubize, az Albirex Niigata, a Thespakusatsu Gunma és a Gainare Tottori csapatában. 2021-ben a Samut Prakan City FC csapatához szerződött.

## Nemzeti válogatott
A japán U20-as válogatott tagjaként részt vett a 2017-es U20-as labdarúgó-világbajnokságon.